# Кућа Аце Станојевића
Кућа Аце Станојевића је једна од музејских зграда Завичајног музеја у Књажевцу. Налази се у Његошевој улици.

## Историја
Аца Станојевић (1852-1947) био је оснивач и вођа Народне радикалне странке као и истакнута народна личност. Рођен је у Књажевцу, а био је председник Народне скупштине. Овај објекат почиње са радом као музејски простор 4. септембра 1989. године. Осим музејске има и репрезентативну и споменичку намену.
Кућа Аце Станојевића грађена је између 1910. и 1915. године. Планове за овај објекат израдио је грађевински предузимач Фоклер. Била је то кућа са двориштем, предбаштом и оградом. Подсећа на италијанске виле са тада модерним улазним тремом, са карактеристикама сецесије. Последња наследница куће, Бранислава Марковић, завештала је кућу граду.

## Данашња намена куће
У доњем делу објекта постоји простор за продајну галерију. Горња етажа представља приказ некадашњег ентеријера градске куће са намештајем из ХIХ и ХХ века. Осим личних ствари и намештаја ове историјске личности, тамо можете видети и ствари књажевачких градских породица. 